# مطرودین شیطان
مطرودین شیطان (انگلیسی: The Devil's Rejects) فیلمی در ژانر ترسناک به نویسندگی و کارگردانی راب زامبی است که در سال ۲۰۰۵ منتشر شد. این کار دنباله فیلم خانه ۱۰۰۰ جسد (۲۰۰۳) این کارگردان است.

## بازیگران
- سید هیگ - کاپیتان اسپالدینگ
- بیل مسلی - اوتیس دریفتوود
- شری مون زامبی - بیبی
- ویلیام فورسایت - کلانتر وایدل
- لزلی ایستربروک - مادر فایرلی
- جفری لوئیس روی سالیوان
- دیو شریدن - ری دابسون
- دنی ترخو - راندو
- دایموند دالاس پیج - بیلی ری اسنپر
- جینجر آلن - فنی
- لو تامپل - آدام بانجو
- مایکل بریمن - کلون